# أركونتوكوريون (أيتوليا كي أكارنانيا)

أركونتوكوريون (Αρχοντοχώριον) هي مدينة في أيتوليا كي أكارنانيا في مقاطعة كينتريكي إلادا في اليونان.
يبلغ عدد سكانها حوالي 750   نسمة.